# Grand Prix d'Isbergues 1982
Il Grand Prix d'Isbergues 1982, trentaseiesima edizione della corsa, si svolse il 1º settembre 1982 su un percorso con partenza e arrivo a Isbergues. Fu vinto dallo svedese Sven-Ake Nilsson della Wolber-Spidel davanti ai francesi Jean-François Chaurin e Jean-François Rault.

## Ordine d'arrivo (Top 10)
| Pos. | Corridore             | Squadra                     | Tempo |
| ---- | --------------------- | --------------------------- | ----- |
| 1    | Sven-Ake Nilsson      | Wolber-Spidel               |       |
| 2    | Jean-François Chaurin | Sem-France-Loire-Campagnolo |       |
| 3    | Jean-François Rault   | Wolber-Spidel               |       |
| 4    | Rene Bittinger        | Sem-France Loire-Campagnolo |       |
| 5    | Walter Dalgal         | Splendor-Wickes             |       |
| 6    | Jean-Rene Bernaudeau  | Peugeot-Shell-Michelin      |       |
| 7    | Didier Vanoverschelde | La Redoute-Motobecane       |       |
| 8    | Dominique Celle       |                             |       |
| 9    | Patrick Clerc         | Sem-France Loire-Campagnolo |       |
| 10   | Jean Chassang         | Wolber-Spidel               |       |